# Evalea eclecta
Evalea eclecta is een slakkensoort uit de familie van de Pyramidellidae. De wetenschappelijke naam van de soort is voor het eerst geldig gepubliceerd in 1918 door Pilsbry.